# Pfarrhaus (Winterstettendorf)

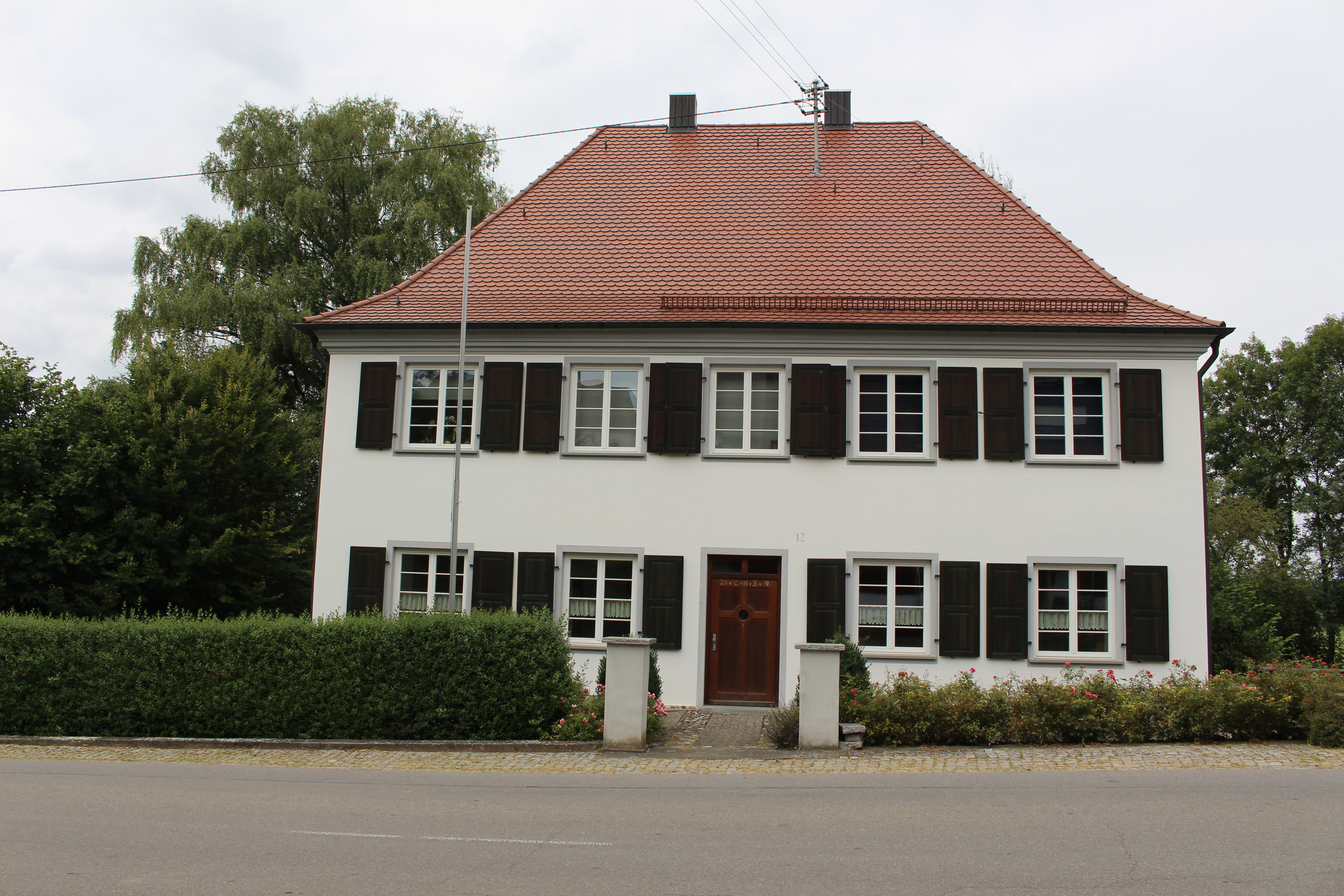
Pfarrhaus in Winterstettendorf

Das Pfarrhaus in Winterstettendorf, einem Gemeindeteil von Ingoldingen im Landkreis Biberach in Oberschwaben, wurde 1811 errichtet. Das katholische Pfarrhaus am Mühlesteig 12 ist ein geschütztes Kulturdenkmal.
Das zweigeschossige verputzte Gebäude mit Walmdach besitzt ein Traufgesims und fünf zu drei Fensterachsen.